# Gustav Spengler
Gustav Spengler (* 18. Januar 1913 in Rübeland; † 11. April 1992 in Wuppertal) war ein deutscher Psychologe.

## Leben und Werk
Spengler wollte nach der Schule Lehrer werden und studierte sechs Semester Kulturwissenschaften in Braunschweig und ein Jahr Philologie in Marburg. 1938 promovierte er in Marburg bei Erich Jaensch mit der Arbeit „Das Verhalten in der Pubertät unter den Gesichtspunkten der Integrationstypologie“. 1941 erlangte er den Doktortitel (Dr. phil.). Zwischen 1938 und 1943 war Spengler Heerespsychologe als Beamter in der Inspektion des Personalprüfwesens des Heeres. Im Anschluss diente Spengler von 1943 bis 1945 als Soldat, zuletzt als Oberleutnant. Im Jahre 1947 eröffnete er eine fachpsychologische Beratungspraxis. 1948 und 1949 war Spengler zusätzlich freiberuflich für das Forschungsinstitut für Arbeitspsychologie und Personalwesen FORFA (Ltg. Dr. Herwig) tätig. Von FORFA wurde Spengler 1950 an das Unternehmen Glanzstoff entsandt. Dort war er zwischen 1951 und 1977 als Arbeitspsychologe bzw. Betriebspsychologe bei der Glanzstoff AG, später Enka Glanzstoff tätig. Spengler veröffentlichte zu Fragen der Personalauswahl. Er war zudem im Vorstand des Berufsverbands Deutscher Psychologen tätig.

## Nachlass
Der wissenschaftliche Nachlass von Gustav Spengler befindet sich als Schenkung der Familie Spengler im Psychologiegeschichtlichen Forschungsarchiv der FernUniversität in Hagen.

## Veröffentlichungen
- Spengler, G. (1938). Das Verhalten in der Pubertät unter den Gesichtspunkten der Integrationstypologie. Dresden: Große.
- Spengler, G. (1951). Vergleich zwischen Ergebnissen betriebspsychologischer und -ärztlicher Untersuchungen. Psychologische Rundschau, 2, 219–223.